# 4304 Geichenko
4304 Geichenko è un asteroide della fascia principale. Scoperto nel 1973, presenta un'orbita caratterizzata da un semiasse maggiore pari a 2,4531670 UA e da un'eccentricità di 0,1488663, inclinata di 3,06538° rispetto all'eclittica.